# Адміністративна реформа Катерини II
Адміністративна реформа була проведена Катериною II у період 1775-1785 років. Вона мала на меті посилення урядового адміністративно-поліцейського контролю на місцях, введення нового адміністративного устрою, створення нових установ та модернізацію громадських відносин.

## Реформа
7 листопада 1775 року був підписаний закон ««Учреждения для управления губерний Всероссийской Империи»», де визначався новий порядок адміністративного управління. Авторами закону виступили Якоб-Йоганн фон Зіверс, Вяземський Олександр Олексійович, Завадовський Петро Васильович та інші. Згідно з документом розмір губерній був зменшений, однак їхня кількість збільшена вдвічі, у складі деяких виділялись області, були ліквідовані провінції та змінені кордони повітів. Більшість нових адміністративних одиниць першого порядку отримали нову назву — намісництва. Під час цієї реформи 165 сіл отримали статус міст та стали центрами нових повітів.
Декілька намісництв управлялись одним генерал-губернатором, а у саме намісництво назначався намісник чи губернатор. Окрім того формувався орган дворянського управління — губернські дворянські збори на чолі з губернським очільником дворянства. Намісники та губернатори були підпорядковані Сенату та прокурорському нагляду, який очолював генерал-губернатор. На чолі повітів стояв капітан-виправник, який обирався раз на 3 роки повітовими дворянськими зборами. Генерал-губернатор назначався імператором і мав необмежену владу у ввірених йому намісництвах.
Реформа розтяглась на 10 років, на її кінець Російська імперія поділялась на 38 намісництв, 3 губернії та 1 область на правах намісництва. Окрім того окремо існувало Жилище Донських козаків, де було самоуправління.

## Намісництва
| Дата утворення | Намісництво, губернія, область                                                                    | З чого утворилось | Які зміни відбулись в період реформи | Населення, осіб (1785) | Адміністративний центр                       |
| -------------- | ------------------------------------------------------------------------------------------------- | --- | --- | ---------------------- | -------------------------------------------- |
| 25.11.1775     | Тверське намісництво                                                                              | Новгородська губернія (схід), стара Московська губернія (північний захід)                                             | - | 903600                 | Твер                                         |
| 23.12.1775     | Смоленське намісництво                                                                            | Смоленська губернія, стара Московська губернія (захід), Бєлгородська губернія (північ)                                | - | 892300                 | Смоленськ                                    |
| 24.08.1776     | Новгородське намісництво (до 1781 року — Новгородська область, Олонецька область)                 | Новгородська губернія                                                                                                 | 25.01.1780 до складу Вологодського намісництва відійшов Каргопольський повіт; 22.12.1781 до складу Санкт-Петербурзького намісництва відійшли Олонецька область та Новоладозький повіт | -                      | Новгород                                     |
| 24.08.1776     | Калузьке намісництво                                                                              | стара Московська губернія (південний захід), Бєлгородська губернія (північ)                                           | - | 784500                 | Калуга                                       |
| 15.09.1776     | Псковська губернія                                                                                | стара Псковська губернія, Новгородська губернія (захід)                                                               | 03.08.1777 перетворено в Псковське намісництво; 22.12.1781 до складу Санкт-Петербурзького намісництва відійшли Гдовський повіт та Лузький повіт | 578100                 | Псков                                        |
| 20.03.1777     | Тульське намісництво                                                                              | стара Московська губернія (південь)                                                                                   | - | 876200                 | Тула                                         |
| 22.03.1777     | Полоцька губернія                                                                                 | стара Полоцька губернія                                                                                               | 21.01.1778 перетворено в Полоцьке намісництво | 620600                 | Полоцьк                                      |
| 22.03.1777     | Могильовська губернія                                                                             | стара Могильовська губернія                                                                                           | 21.01.1778 перетворено в Могильовське намісництво | 662500                 | Могильов                                     |
| 03.08.1777     | Ярославське намісництво (Ярославська область, Углицька область)                                   | стара Московська губернія (північ), Новгородська губернія (схід)                                                      | - | 740900                 | Ярославль                                    |
| 24.08.1778     | Рязанське намісництво                                                                             | стара Московська губернія (південний схід)                                                                            | 27.09.1779 південна частина відійшла до складу Тамбовського намісництва; 05.09.1779 східна частина відійшла до складу Нижньогородського намісництва | 869400                 | Рязань                                       |
| 05.09.1778     | Орловське намісництво                                                                             | Воронезька губернія (північний захід), Бєлгородська губернія (північ)                                                 | - | 968300                 | Орел                                         |
| 12.09.1778     | Володимирське намісництво                                                                         | Владимирська губернія, стара Московська губернія (північний схід)                                                     | 05.09.1779 східна частина відійшла до складу Нижньогородського намісництва; перейменовано у Владимирське намісництво | 871050                 | Владимир                                     |
| 04.12.1778     | Костромське намісництво (Костромська область, Унженська область)                                  | стара Московська губернія (північ), Архангелогородська губернія (південь), Нижньогородська губернія (північний захід) | 25.01.1780 до складу Вологодського намісництва відійшов Кологривський повіт | 815400                 | Кострома                                     |
| 01.05.1779     | Коливанська область                                                                               | Сибірська губернія (південний захід)                                                                                  | 30.08.1782 перетворено в Коливанське намісництво | 170000                 | з 1779 — Бердський острог; з 1783 — Коливань |
| 23.05.1779     | Курське намісництво                                                                               | Бєлгородська губернія, Воронезька губернія (північний захід), Слобідсько-Українська губернія (північ)                 | - | 920000                 | Курськ                                       |
| 05.09.1779     | Нижньогородське намісництво                                                                       | Нижньогородська губернія, Рязанське намісництво (схід), Володимирське намісництво (схід), Казанська губернія (захід)  | - | 816200                 | Нижній Новгород                              |
| 27.09.1779     | Тамбовське намісництво                                                                            | Рязанське намісництво (південь), Воронезька губернія (північ)                                                         | - | 887000                 | Тамбов                                       |
| 06.10.1779     | Воронезьке намісництво                                                                            | Бєлгородська губернія (схід), Воронезька губернія, Слобідсько-Українська губернія (північний схід)                    | - | 809600                 | Воронеж                                      |
| 12.01.1780     | Санкт-Петербурзька губернія                                                                       | Петербурзька губернія                                                                                                 | 22.12.1781 приєднані Олонецька область та Новоладозький повіт (Новгородське намісництво), Гдовський повіт та Лузький повіт (Псковська губернія), намісництво поділене на 2 області — Петербурзька область, Олонецька область); 02.06.1784 до складу Олонецького намісництва відійшла Олонецька область | 367200                 | Санкт-Петербург                              |
| 25.01.1780     | Вологодське намісництво (Вологодська область, Архангельська область)                              | Архангелогородська губернія, Новгородське намісництво (схід), Костромське намісництво (північ)                        | 26.03.1784 до складу Архангельського намісництва відійшла Архангельська область, намісництво поділене на 2 області — Вологодська область, Великоустюзька область | 556200                 | Вологда                                      |
| 25.04.1780     | Харківське намісництво                                                                            | Слобідсько-Українська губернія, Бєлгородська губернія (південь)                                                       | - | 782800                 | Харків                                       |
| 11.09.1780     | Вятське намісництво                                                                               | Казанська губернія (північ), Оренбурзька губернія (північ)                                                            | - | 817000                 | Вятка                                        |
| 15.09.1780     | Симбірське намісництво                                                                            | Казанська губернія (південь)                                                                                          | - | 731000                 | Симбірськ                                    |
| 15.09.1780     | Пензенське намісництво                                                                            | Казанська губернія (південь)                                                                                          | - | 640700                 | Пенза                                        |
| 07.11.1780     | Саратовське намісництво                                                                           | Астраханська губернія (північ)                                                                                        | - | 624000                 | Саратов                                      |
| 07.02.1781     | Пермське намісництво (Пермська область, Єкатеринбурзька область)                                  | Сибірська губернія (північний захід)                                                                                  | 23.12.1781 до складу Уфимського намісництва відійшов Челябінський повіт | 798950                 | Перм                                         |
| 16.09.1781     | Чернігівське намісництво                                                                          | Малоросійська губернія (захід)                                                                                        | - | 741850                 | Чернігів                                     |
| 16.09.1781     | Київське намісництво                                                                              | Київська губернія, Малоросійська губернія (захід)                                                                     | - | 795800                 | Київ                                         |
| 27.09.1781     | Новгород-Сіверське намісництво                                                                    | Малоросійська губернія (північ)                                                                                       | - | 742000                 | Новгород-Сіверський                          |
| 28.09.1781     | Казанське намісництво                                                                             | Казанська губернія | - | 763300                 | Казань                                       |
| 05.10.1781     | Московська губернія                                                                               | стара Московська губернія                                                                                             | - | 883900                 | Москва                                       |
| 23.12.1781     | Уфимське намісництво (Уфимська область, Оренбурзька область)                                      | Оренбурзька губернія, Пермське намісництво (південь)                                                                  | - | 355598                 | Уфа                                          |
| 19.01.1782     | Тобольське намісництво (Тобольська область, Томська область)                                      | Сибірська губернія | - | 514700                 | Тобольськ                                    |
| 06.03.1783     | Іркутське намісництво (Іркутська область, Нерчинська область, Охотська область, Якутська область) | Іркутська губернія | - | 375150                 | Іркутськ                                     |
| 10.04.1783     | Катеринославське намісництво                                                                      | Азовська губернія, Новоросійська губернія                                                                             | - | 744550                 | з 1783 — Кременчук; з 1789 — Катеринослав    |
| 03.07.1783     | Ревельське намісництво                                                                            | Ревельська губернія                                                                                                   | - | 202300                 | Ревель                                       |
| 03.07.1783     | Ризьке намісництво                                                                                | Ризька губернія | - | 507150                 | Рига                                         |
| 25.07.1783     | Виборзьке намісництво                                                                             | Виборзька губернія | - | 186500                 | Виборг                                       |
| 19.02.1784     | Таврійська область                                                                                | Крим, Тамань, Кубанська сторона                                                                                       | 05.05.1785 до складу Кавказького намісництва відійшла Кубанська сторона | 100000                 | Карасубазар                                  |
| 26.03.1784     | Архангельське намісництво                                                                         | Вологодське намісництво (північ)                                                                                      | - | 170300                 | Архангельськ                                 |
| 02.06.1784     | Олонецьке намісництво                                                                             | Санкт-Петербурзька губернія (північ)                                                                                  | - | 206100                 | Петрозаводськ                                |
| 05.05.1785     | Кавказьке намісництво (Астраханська область, Кавказька область)                                   | Астраханська губернія, Таврійська область (схід)                                                                      | - | 48350                  | Єкатериноград; Астрахань                     |

## Після реформи
Після приєднання до складу Російської імперії нових земель в кінці 18 століття, були утворені нові намісництва:
- 1793 року — Мінське намісництво, Ізяславське намісництво, Брацлавське намісництво
- 1795 року — Вознесенське намісництво, Курляндське намісництво; Ізяславське намісництво розділене на дві частини — Волинське намісництво, Подільське намісництво
- 1796 року — Віленське намісництво, Слонімське намісництво

Після того, як на престол сів Павло I, він провів власну адміністративну реформу 1796 року, при якій усі намісництва були перетворені в губернії. Цікавим є те, що останні утворені Віленське та Слонімське намісництва проіснували приблизно 4 місяці.